# バッド・ママのクリスマス
『バッド・ママのクリスマス』（原題:A Bad Moms Christmas）は2017年にアメリカ合衆国で公開されたコメディ映画である。監督はジョン・ルーカスとスコット・ムーア、主演はミラ・クニスが務めた。本作は『バッド・ママ』（2016年）の続編である。
本作は日本国内で劇場公開されなかったが、ネットフリックスによる配信が行われている。

## ストーリー
エイミーはジェシーとの交際を続けており、クリスマスは2人でゆっくりと過ごす予定だった。しかし、母親のルースがクリスマスにエイミーに会いに来ることになったため、その算段は呆気なく崩れ去ることとなった。エイミーは破天荒な性格のルースが何かやらかすのではないかと不安になった。
その頃、キキは4人の子供の世話に振り回されていたが、今の夫のケントは育児に協力的だったため、その苦労は軽減されていた。そんな折、キキの母親であるサンディが予定より3日も早くやって来た。サンディは娘をこよなく愛していたが、キキはその惜しみない愛情に息が詰まりそうになった。
カーラが帰宅すると、そこには母親のアイシスがいた。アイシスは久しぶりに娘と一緒にクリスマスを過ごしたいのだという。突然の母親の来訪に驚いたカーラだったが、クリスマスを一緒に過ごせる喜びで胸が一杯になるのだった。その後、カーラはエイミーとキキの愚痴を聞かされることになった。ネガティブな感情が溢れていた2人だったが、愚痴をこぼしているうちに「クリスマスを楽しまなくてどうする」という気分になっていった。その結果、3人は「何としてでも自分たちらしいクリスマスを過ごしてやる」と一致団結した。意気揚々と帰宅したエイミーだったが、ルースがクリスマスを派手に過ごそうとしているのを知ってげんなりした。何とか軌道修正を図ろうとしたエイミーは、キキやカーラの家族とクリスマスを過ごすというアイデアを思いついた。そのアイデアにルースが賛同したこともあって、3つの家族は一堂に会することとなった。
3人の母親とその娘たちはお互いを巻き込みながら、クリスマスに一騒動を起こすことになった。

## キャスト
※括弧内は吹き替え声優
- ミラ・クニス - エイミー・ミッチェル（小松由佳）
- クリステン・ベル - キキ（園崎未恵）
- キャスリン・ハーン - カーラ・ダンクラー（田村聖子）
- クリスティーン・バランスキー - ルース（伊倉一恵）
- シェリル・ハインズ - サンディ（渡辺菜生子）
- スーザン・サランドン - アイシス・ダンクラー（大西多摩恵）
- ジェイ・ヘルナンデス - ジェシー・ハークネス
- ジャスティン・ハートリー - タイ・スウィンドル（藤井啓輔）
- ピーター・ギャラガー - ハンク（楠大典）
- ウーナ・ローレンス - ジェーン・ミッチェル（春名風花）
- エムジェイ・アンソニー - ディラン・ミッチェル（榎木淳弥）
- ケニー・G - 本人
- ワンダ・サイクス - エリザベス・カール医師
- アリアナ・グリーンブラット - ロリー
- クリスティナ・アップルゲイト - グウェンドリン・ジェームズ（小島幸子）（カメオ出演）
- ライル・ブロカト - ケント

日本語版その他出演：久野美咲、露崎亘、仲村かおり、岡井カツノリ、落合福嗣、森なな子、赤坂柾之
日本語版制作スタッフ 演出：簑浦良平、翻訳：吉田裕子、録音・調整：吉田光平、制作：Voice & Script International／ポニーキャニオンエンタープライズ
日本語字幕翻訳：原田りえ

## 製作
2016年12月、『バッド・ママ』の続編映画『A Bad Moms Christmas』の製作が発表され、ミラ・クニス、キャスリン・ハーン、クリステン・ベルが続投すると報じられた。2017年4月、ジャスティン・ハートリーが本作に出演することになったとの報道があった。5月、スーザン・サランドン、クリスティーン・バランスキー、シェリル・ハインズらの出演とワンダ・サイクス、ジェイ・ヘルナンデスの続投が決まった。
2017年5月1日、本作の主要撮影がアトランタで始まった。

## 公開
当初、本作は2017年11月3日に全米公開される予定だったが、同日に封切られる『マイティ・ソー バトルロイヤル』との競合を避けるために、公開日が11月1日に前倒しされることとなった。

## 興行収入
本作は『マイティ・ソー バトルロイヤル』及び『LBJ ケネディの意志を継いだ男』と同じ週に封切られ、公開初週末に1700万ドル前後を稼ぎ出すと予想されていたが、その予想は的中した。2017年11月1日、本作は全米3615館で封切られ、公開初週末に1675万ドルを稼ぎ出し、週末興行収入ランキング初登場2位となった。

## 評価
本作に対する批評家の評価は芳しいものではない。映画批評集積サイトのRotten Tomatoesには108件のレビューがあり、批評家支持率は29%、平均点は10点満点で4.5点となっている。サイト側による批評家の見解の要約は「前作の2倍の人数の母親が登場しているが、笑いはほぼ半分になっている。『バッド・ママのクリスマス』は心地よい面白さが欠乏しているという点で前作の質を下回る作品であり、休暇を題材にした急ごしらえの続編である。」となっている。また、Metacriticには30件のレビューがあり、加重平均値は42/100となっている。なお。本作のCinemaScoreはBとなっている。